# Kaiser Jeep
Kaiser Jeep fu il risultato della fusione tra Kaiser Motors di Willow Run, Michigan, e della Willys-Overland Company. John North Willys fondò la Willys-Overland che produsse la Jeep per le forze armate.

## Storia
Mentre Joseph W. Frazer lasciò la Kaiser-Frazer nel 1950, Frazer divenne presidente della Willys-Overland. Lasciato solo, Henry J. Kaiser fece la fusione tra Kaiser Motors e Willys-Overland, avvenuta nel 1953. Kaiser capì che non avrebbe potuto competere con le grandi case automobilistiche dell'epoca ma vedeva nella Willys' Jeep un futuro.
Nel 1955, Kaiser lasciò la produzione di automobili e in Argentina creò una joint venture con il Governo per creare la Industrias Kaiser Argentina (IKA) attiva fino al 1977 e successivamente comprata da Renault.
Con il nome "Willys Motors", la linea Jeep continuò con modelli come la Jeep CJ (Civilian Jeep), la Willys Jeep Wagon (station wagon) e Jeep Forward Control FC-150 e FC-170 del 1957. Nel 1962, Willys presentò la Jeep Wagoneer. Disegnata da Brooks Stevens, la Wagoneer (poi Grand Wagoneer) rimarrà in produzione fino al 1991.
Nel 1962 venne introdotto anche il pick-up Jeep Gladiator.
Nel 1963 avvenne il cambio di nome societario in Kaiser Jeep Corporation.
Nel 1967, Kaiser Jeep riprese la Jeepster che venne prodotta dalla Willys-Overland dal 1948 al 1950. Fu prodotta in tre varianti roadster, convertible, e pickup.
American Motors Corporation (AMC), in espansione, entrò in trattative con Kaiser che la cedette nel 1970. Kaiser Jeep divenne "Jeep Corporation" della AMC.
Chrysler Corporation acquisì American Motors nel 1987. Il marchio Jeep è attualmente della FCA US LLC.